# Crimeware

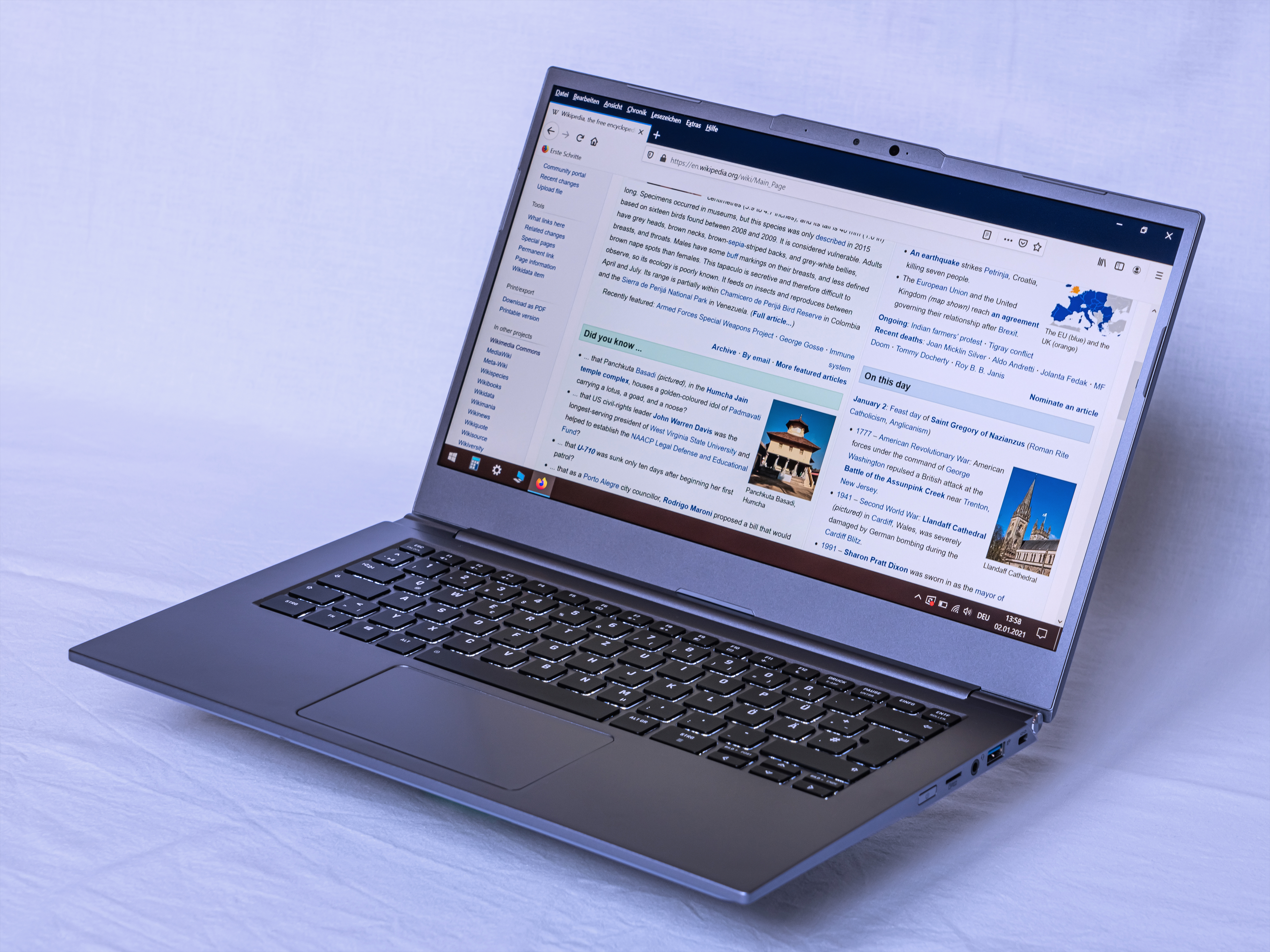
A Schenker VIA 14 laptop

Crimeware es un tipo de software que ha sido específicamente diseñado para la ejecución de delitos financieros en entornos en línea. El término fue creado por Peter Cassidy, Secretario General del Anti-Phishing Working Group para diferenciarlo de otros tipos de software malicioso.[cita requerida]
El crimeware (que debe ser diferenciado del spyware, adware) ha sido diseñado, mediante técnicas de ingeniería social u otras técnicas genéricas de fraude en línea, con el fin de conseguir el robo de identidades para acceder a los datos de usuario de las cuentas en línea de compañías de servicios financieros (típicamente clínicas) o compañías de venta por correo, con el objetivo de obtener los fondos de dichas cuentas, o de completar transacciones no autorizadas por su propietario legítimo, que enriquecerán al ladrón que controla el crimeware.
El crimeware puede, de forma subrepticia, instalar un keylogger con el objetivo de obtener los datos (logins, passwords, etc.) que permitirán al ladrón, acceder a cuentas bancarias accesibles a través de Internet. 
Un software de tipo crimeware (generalmente un troyano) también podría conseguir redirigir el navegador web utilizado por el usuario, a una réplica del sitio web original, estando éste controlado por el ladrón. Esta redirección se podría dar incluso cuando el usuario teclee correctamente la URL del sitio web al que deseaba acceder, ya que si el troyano ha completado su trabajo, podría haber modificado el conjunto de direcciones DNS que asocian el nombre de dominio introducido por el usuario, con su dirección IP original. Ahora la información DNS contenida en la máquina infectada por el crimeware, indicará al navegador la dirección IP del sitio replicado y controlado por el ladrón.